# Ein HaBesor
Ein HaBesor (hébreu : עֵין הַבְּשׂוֹר, litt. « Source du Bésor ») est un moshav situé dans la zone de Hevel Eshkol dans le nord-ouest du Néguev, en Israël, près de la frontière gazaouie, à environ un kilomètre de Magen. Il est rattaché administrativement au conseil régional d'Eshkol. Il compte 1 172 habitants en 2017.

## Historique
Ein Besor est un relais de la première dynastie égyptienne au bord des « voies d'Horus », une route commerçante du nord du Néguev. Ce relais est contemporain de Tell es-Sakan (en),.
Le moshav actuel est fondé en 1982. Certains de ses résidents sont des anciens habitants de la colonie de Sadot au Sinaï, expulsés après la signature du traité de paix israélo-égyptien en 1979.